# Lebak Rejo
Lebak Rejo is een bestuurslaag in het regentschap Pasuruan van de provincie Oost-Java, Indonesië. Lebak Rejo telt 5575 inwoners (volkstelling 2010).